# Joves del País Valencià-Compromís
Joves del País Valencià-Compromís (en siglas Joves PV-Compromís, en castellano Jóvenes del País Valenciano-Compromiso) es la rama juvenil del Més-Compromís y es una de las organizaciones juveniles nacionalistas más importantes de la Comunidad Valenciana.[cita requerida] Ideológicamente se define como valencianista, progresista y ecologista.
Hasta julio del año 2014, fue conocida como Bloc Jove (en castellano, Bloque Joven).

## Historia e ideología

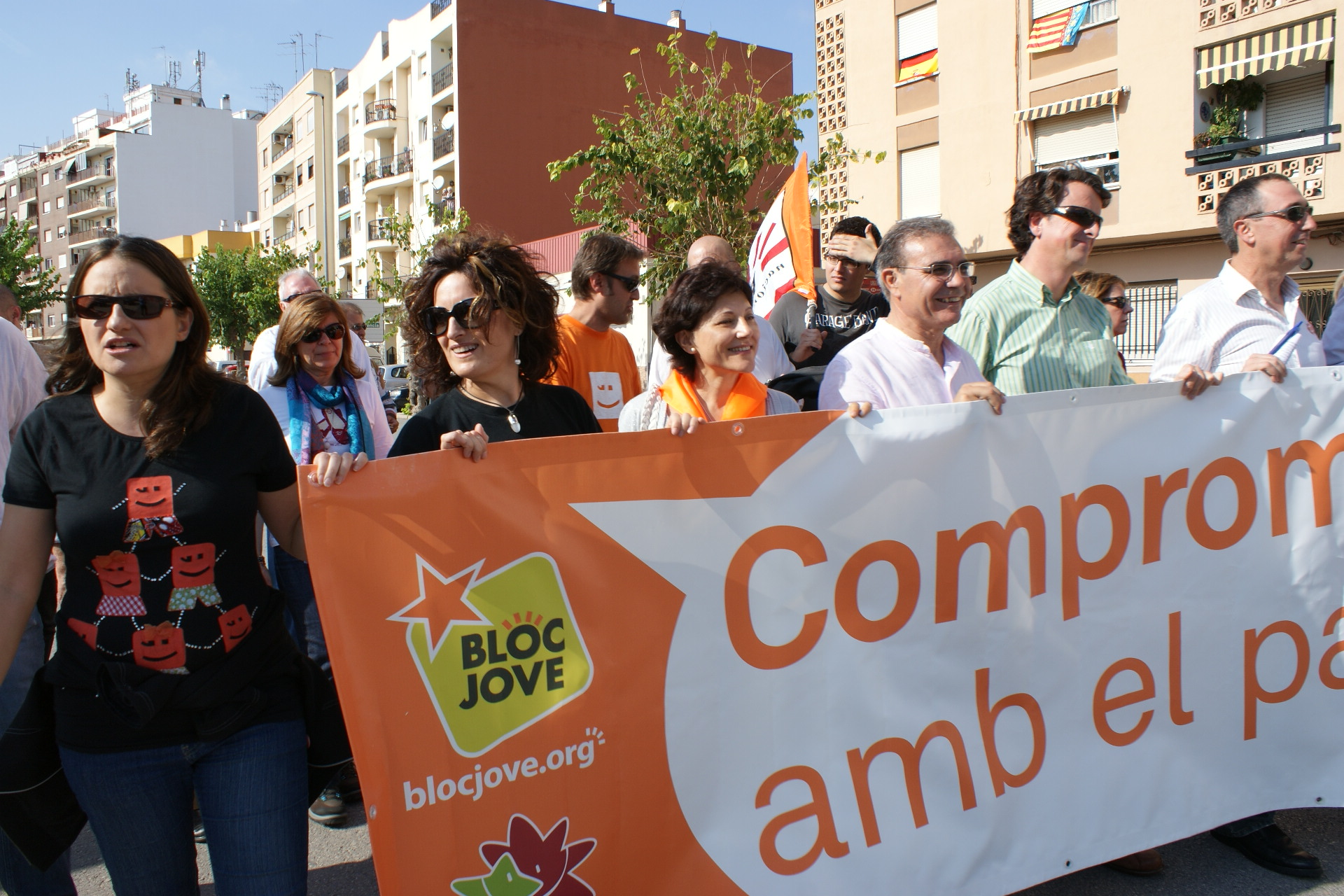
Pancarta de varias organizaciones, entre ellas Bloc Jove, en la que aparece Mónica Oltra a la izquierda. 2010

Bloc Jove se fundó en abril de 1999 con la confluencia de Joves d'UPV (Unitat del Poble Valencià) y de Aplec de Jóvens (Partit Valencià Nacionalista), aparte de otros colectivos nacionalistas de ámbito local. Así, el Bloc Jove nació de la misma manera que lo había hecho medio año antes su referente político, el Bloc Nacionalista Valencià. En 2014, pasará a llamarse Joves del País Valencià - Compromís.
Actualmente su secretaria general es Joan Guanter desde el pasado congreso de febrero de 2023 en Villanueva de Alcolea.
Secretarios generales
- Josep Vidal, 1999-2000
- Artur Vélez, 2000-2004
- Mireia Martínez, 2004-2005
- Pere Fuset, 2005-2008
- Vicent Sánchez, 2008-2009
- Francesc Xavier Ferri Fayos, 2009-2014
- Enric Castelló, 2014-2018
- Francesc Roig, 2018-2022
- Isa Llobell, 2022-2024
- Joan Guanter, 2024-2026

## Organización y presencia
Joves del País Valencià-Compromís es una organización asamblearia con ámbito de actuación en la Comunidad Valenciana. El máximo órgano de decisión es su Congreso Nacional, celebrado cada dos años y con competencias de elección de los órganos ejecutivos y representativos a nivel nacional, y de aprobación de los documentos estratégicos, organizativos, programáticos e ideológicos. El Congreso Nacional elige a las 18 personas que forman parte de su órgano ejecutivo, la Coordinadora Nacional, así como de los jóvenes representantes al Consejo Nacional del Bloc.
Entre congresos, Joves del País Valencià - Compromís toma sus acuerdos y decisiones mediante la Asamblea Nacional que rige su funcionamiento ordinario y se reúne con una periodicidad trimestral.
De la misma manera, las unidades básicas de organización son la comarca y el municipio. En estos ámbitos, los colectivos celebran sus respectivos congresos y asambleas, con el trabajo de sus coordinadoras. En el caso de la Ciudad de Valencia, esta carece de asamblea comarcal, por su especial carácter de ciudad-comarca.
Generalmente, Joves del País Valencià - Compromís se encuentra presente allá donde existe un colectivo del BLOC con militancia joven, como en la mayoría de comarcas de valencianoparlantes, con especial importancia en cuánto a implantación en la Ciudad de Valencia, la Plana Alta, el Campo de Murviedro, las Riberas (Baja y Alta) y la Safor; la Hoya de Alcoy, el Condado de Cocentaina y el Campo de Alicante.

## Principales actividades
Joves PV -Compromís lleva a cabo diversas actividades:
- Movilizaciones sociales e incidencia política.
- Reivindicación de las principales fiestas de la Comunidad Valenciana: 9 de octubre (Día de la Comunidad Valenciana) y 25 de abril (conmemoración de la Batalla de Almansa).
- Conciertos en las fiestas populares de Magdalena, Fallas, Hogueras y otras fiestas locales.
- Encuentro formativos: Plan anual de formación Trobada Nacional de Estiu Trobada Nacional de Tardor, entre muchas otras acciones.
- Actividades del Consell de la Joventut de la Comunitat Valenciana
- Participación en las elecciones de representantes políticos

## Competencias
Según los estatutos del BLOC, es competencia de Joves del País Valencià - Compromís la confección del programa político en materia de juventud, así como el diseño y ejecución de la campaña de petición del voto joven.